# Veyras
Veyras település Franciaországban, Ardèche megyében. Lakosainak száma 1504 fő (2022. január 1.). Veyras Creysseilles, Lyas, Pourchères, Pranles, Privas és Saint-Priest községekkel határos.

## Népesség
A település népessége az elmúlt években az alábbi módon változott:
| Lakosok száma | 667  | 1105 | 1418 | 1581 | 1547 | 1538 | 1527 | 1514 | 1510 | 1504 |
|               | 1968 | 1982 | 1990 | 2006 | 2013 | 2015 | 2017 | 2019 | 2020 | 2022 |